# Treviso (kommun)
Treviso är en kommun i Brasilien.   Den ligger i delstaten Santa Catarina, i den södra delen av landet, 1 400 km söder om huvudstaden Brasília. Antalet invånare är 3 527.
I omgivningarna runt Treviso växer i huvudsak städsegrön lövskog. Runt Treviso är det ganska glesbefolkat, med 42 invånare per kvadratkilometer.